# Чемпионат Европы по конькобежному спорту 1891
Чемпионат Европы по конькобежному спорту 1891 года — первый неофициальный чемпионат Европы, который прошёл 23 — 24 января 1891 года в Гамбурге (Германия). Победители определялись в отдельных дисциплинах, а не по сумме многоборья. Чемпионат проводился на трёх дистанциях: 1/3 мили (536 м) – 1 миля (1609 м) – 3 мили (4828 м). В соревнованиях принимали участие только мужчины — 16 конькобежцев из 5 стран. Чемпионат 1891 года не признан ИСУ, но позднее включен в хронологию.

## Результаты чемпионата

#### Отдельные дистанции
| место | спортсмен      | страна     | время |
| ----- | -------------- | ---------- | ----- |
| 1     | Оскар Грунден  | Швеция     | 55,2  |
| 2     | Адольф Норсенг | Норвегия   | 55,6  |
| 3     | Клаас Пандер   | Нидерланды | 57,2  |

| место | спортсмен      | страна     | время  |
| ----- | -------------- | ---------- | ------ |
| 1     | Адольф Норсенг | Норвегия   | 2.59,8 |
| 2     | Оскар Грунден  | Швеция     | 3.01,4 |
| 3     | Клаас Пандер   | Нидерланды | 3.05,4 |

| место | спортсмен        | страна   | время   |
| ----- | ---------------- | -------- | ------- |
| 1     | Аугуст Ундерборг | Германия | 11.53,8 |
| 2     | Эмиль Счоу       | Дания    | 12.09,8 |
| 3     | Адольф Норсенг   | Норвегия | 12.12,6 |

## Ссылка
Результаты конькобежного спорта с 1887 года и по наши дни. анг.